# Curtis Granderson
Pour les articles homonymes, voir Granderson.
Curtis Granderson (né le 16 mars 1981 à Blue Island, Illinois, États-Unis) est un ancien joueur américain de baseball. Il évoluait dans la Ligue majeure de baseball au poste de joueur de champ extérieur.

## Carrière

### Tigers de Détroit
Arrivé dans les majeures en 2004, Granderson joue pour les Tigers de Détroit au cours des 6 premières saisons de sa carrière.

### Yankees de New York
Le 9 décembre 2009, Curtis Granderson passe des Tigers aux Yankees de New York dans un échange à 3 équipes impliquant aussi les Diamondbacks de l'Arizona.

#### Saison 2011
Il est nommé joueur par excellence du mois d'août 2011 dans la Ligue américaine de baseball. Voté par le public sur l'alignement de départ de l'équipe de la Ligue américaine pour le match des étoiles du 12 juillet 2011 au Chase Field de Phoenix, Granderson établit plusieurs records personnels en offensive durant la saison. Il totalise des sommets en carrière pour les points marqués (136), les coups de circuit (41) et les points produits (119). Il est le meneur du baseball majeur pour les points marqués en 2011 et domine la Ligue américaine pour les points produits. Dans cette dernière catégorie, seuls Matt Kemp (avec 126) et Prince Fielder (120) font mieux que lui dans les majeures. Il est deuxième de tout le baseball pour les circuits avec seulement deux de moins que José Bautista des Blue Jays de Toronto. Il est troisième de l'Américaine pour les triples (10) et cinquième pour la moyenne de puissance (,552). Il remporte son premier Bâton d'argent, récompensant les meilleurs joueurs en attaque à chaque position sur le terrain. L'un des favoris au titre de joueur par excellence de la Ligue américaine en 2011, il reçoit trois votes de première place mais termine finalement quatrième au scrutin remporté par Justin Verlander des Tigers de Détroit. Granderson frappe pour ,250 contre ces mêmes Tigers dans la première ronde des séries éliminatoires mais son circuit et ses trois points produits contre Détroit ne permettent pas aux Yankees d'éviter une fin de saison prématurée.

#### Saison 2012
Le 19 avril 2012 contre Minnesota, Granderson devient le premier joueur à frapper 3 circuits dans un même match à l'actuel Yankee Stadium de New York. Granderson bat en 2012 son record personnel de circuits, avec 43, soit deux de plus que la saison précédente et le second meilleur total du baseball majeur après les 44 de Miguel Cabrera. Il produit 109 points. Malgré un nombre plus élevé que la moyenne de buts-sur-balles, sa moyenne de présence sur les buts chute de ,364 à ,319 et sa moyenne au bâton passe de ,262 à ,232. De plus, il est retiré 195 fois sur des prises, le deuxième plus haut total des majeures après Adam Dunn et 79 fois plus qu'à sa première année chez les Yankees en 2010.

#### Saison 2013
Lors d'un match pré-saison face aux Blue Jays de Toronto le 24 février 2013, Granderson à l'avant-bras droit fracturé par un lancer de J. A. Happ. Son absence prévue est estimée à 10 semaines.

### Mets de New York
Le 9 décembre 2013, Granderson signe un contrat de 60 millions de dollars pour 4 ans avec les Mets de New York.

### Dodgers de Los Angeles
Le 19 août 2017, les Mets de New York échangent Granderson aux Dodgers de Los Angeles contre le lanceur droitier des ligues mineures Jacob Rhame.

### Blue Jays de Toronto
Granderson rejoint les Blue Jays de Toronto le 23 janvier 2018.